# Eremopyrum
Eremopyrum (Ledeb.) Jaub. & Spach é um género botânico pertencente à família Poaceae, subfamília Pooideae, tribo Triticeae.
Suas espécies ocorrem na Europa, África, Ásia, Australásia e América do Norte.

## Sinônimo
- Cremopyrum Schur (SUO)

## Espécies
- Eremopyrum bonaepartis (Spreng.) Nevski
- Eremopyrum brownei (Kunth) P. Candargy
- Eremopyrum bulbosum (Boiss.) P. Candargy
- Eremopyrum confusum Melderis
- Eremopyrum cretense (Coustur. & Gand.) Nevski
- Eremopyrum cristatum (L.) Willk. & Lange
- Eremopyrum dasyanthum (Ledeb. ex Spreng.) P. Candargy
- Eremopyrum dasyphyllum (Schrenk) P. Candargy
- Eremopyrum distans (C. Koch) Nevski
- Eremopyrum fibrosum (Schrenk) P. Candargy
- Eremopyrum hirsutum (Bertol.) Nevski
- Eremopyrum kotschyanum (Boiss.) P. Candargy
- Eremopyrum olgae (Regel) P. Candargy
- Eremopyrum orientale (L.) Jaub. & Spach
- Eremopyrum patulum (Willd.) P. Candargy
- Eremopyrum prostratum (Pall.) P. Candargy
- Eremopyrum puberulum (Boiss. ex Steud.) Grossh. ex Prokudin
- Eremopyrum sibiricum (Willd.) P. Candargy
- Eremopyrum sibiricum Podp.
- Eremopyrum squarrosum (Roth) Jaub.
- Eremopyrum triticeum (Gaertn.) Nevski